# 키드 (2000년 영화)
《키드》(영어: The Kid 혹은 영어: Disney's The Kid)는 2000년 개봉한 미국의 판타지 코미디 드라마 영화이다.

## 출연
- 브루스 윌리스 - 러셀 몰리 "러스" 두리츠 역
  - 스펜서 브레슬린 - 어린 러스티 두리츠 역
- 에밀리 모티머 - 에이미 역
- 릴리 톰린 - 재닛 역
- 샤이 맥브라이드 - 케니 역
- 와니타 무어 - 케니의 할머니 역
- 진 스마트 - 디어드러 러페이버 역
- 스탠리 앤더슨 - 밥 라일리 역
- 데이나 아이비 - 수잰 알렉산더 의사 역
- 라일리 매클렌던 - 마크 역
- 스티브 톰 - 브루스 역
- 래리 킹 - 본인 역
- 제리 라이언 - 본인 역
- 닉 친런드 - 본인 역
- 매슈 페리 - 비비언 씨 역 (크레디트 미기재)
- 대니얼 본바건 - 샘 두리츠 역
- 멀리사 매카시 - 스카이웨이 다이너 종업원 역
- 엘리자베스 알런 - 글로리아 두리츠 역

## 우리말 녹음
KBS 성우진 (2005년 5월 5일)
- 이정구 - 러스(브루스 윌리스)
- 정미숙 - 러스티(스펜서 브레슬린)
- 소연 - 에이미(에밀리 모티머)
- 나수란 - 재닛(릴리 톰린)
- 최옥희 - 알렉산더(데이나 아이비) / 러스의 어머니(엘리자베스 알런)
- 문지현 - 디어드러(진 스마트)
- 노민 - 밥(스탠리 앤더슨)
- 김태연 - 러스의 아버지(대니얼 본바건)
- 성선녀 - 케니의 할머니(와니타 무어) / 가게 손님(잰 호그)
- 박규웅 - 중년 남자(존 애피첼라)
- 류다무현 - 케니(샤이 맥브라이드) / 비비언(매슈 페리)
- 신소윤 - 케니의 여친(스테퍼니 스프룰)
- 민지 - 가게 계산원(버니 왓슨 존슨)
- 고재균 - 변호사(스티브 톰)
- 박찬희 - 토시야(토시야 아가타)